# Alfredo Alvarez
Alfredo Alvarez est un arbitre bolivien de football des années 1940. Il fut arbitre assistant lors de la Coupe du monde 1950.

## Carrière
Il a officié dans des compétitions majeures : 
- Copa América 1947 (2 matchs)
- Copa América 1949 (2 matchs)